# Юсифбейли
Юсифбейли (азерб. Yusifbəyli) — село в Губадлинском районе Азербайджана.

## География
Село Юсифбейли находится в 23 км к юго-востоку от районного центра Губадлы. Расположено на высоте 730 метров над уровнем моря на левом берегу реки Хакари на равнине Инджа. По территории села проходит автомагистраль Лачин — Хакари. Расстояние до ж/д станции Хакари — 24 км. Село граничит с Эфендилером на севере, Хамзали на юге, селом Дагтумас Джебраильского района на востоке, селом Юхари Моллу на западе.

## Топонимика
Село было названо именем Юсиф-бека, который когда-то основал здесь поселение.

## История
В советские годы село входило в состав Губадлинского района Азербайджанской ССР. В результате Первой карабахской войны в августе 1993 года перешло под контроль непризнанной Нагорно-Карабахской Республики. 26 октября 2020 года президент Азербайджана Ильхам Алиев объявил, что «азербайджанская армия освободила от оккупации» село.
В центре села находилась мечеть XVIII века, которая после перехода территорий под контроль Баку, была снесена азербайджанскими рабочими при прокладке дороги "Худафарин-Губадлы-Лачин".